# Gluta laxiflora
Gluta laxiflora är en sumakväxtart som beskrevs av Henry Nicholas Ridley. Gluta laxiflora ingår i släktet Gluta och familjen sumakväxter. Inga underarter finns listade i Catalogue of Life.